# Jeremy Davies
Jeremy Davies (Traverse City, 8 oktober 1969) is een Amerikaanse film- en televisieacteur.

## Biografie

### Jonge jaren
Davies werd geboren als Jeremy Boring. Hij is de tweede zoon van de kinderboekenschrijver Mel Boring. "Davies" is de achternaam van zijn moeder. Davies heeft een oudere broer genaamd Josh, die piloot is bij de United States Air Force. Verder heeft hij een jongere broer genaamd Zachary en een zusje genaamd Katy.
Toen Davies nog jong was scheidden zijn ouders. De jonge Jeremy verhuisde midden jaren 70 met zijn moeder naar Kansas, en kreeg officieel haar achternaam. Later ging hij bij zijn vader en stiefmoeder wonen in Santa Barbara. In 1986 verhuisde hij naar Rockford, Iowa, waar hij naar de middelbare school ging.

### Carrière
Davies’ eerste noemenswaardige rol was een bijrol in een aflevering van Singer & Sons in 1990. In 1992 deed hij mee in twee afleveringen van The Wonder Years. Hij vertolkte ook kleine rollen in de televisiefilm Shoot First: A Cop's Vengeance en de pilotaflevering van de sitcom 1775.
In 1993 werd Davies gecast in een tv-reclame voor Subaru, waarin hij een auto vergelijkt met punk rock. Veel filmmakers en castingregisseurs zagen de reclame, en toonden interesse voor Davies. Hij kreeg rollen in de films Twister en Steven Spielbergs Saving Private Ryan. Vooral zijn optreden in Saving Private Ryan maakte Davies bij een groter publiek bekend. Hij kreeg nadien nog rollen in 15 andere films waaronder Solaris met George Clooney.
Davies werd in 2008 gecast voor de hitserie Lost, en maakte gedurende het vierde seizoen zijn debuut in deze serie. In de serie vertolkt hij de rol van Daniel Faraday.
Jeremy Davies zorgde ook voor de stem van de (bijna) onverslaanbare Noorse god Baldur in de game God of War, dat in april 2018 uitkwam voor Playstation 4.

## Filmografie

### Film
- The Black Phone (2021)
- It's Kind of a Funny Story (2010)
- Rescue Dawn (2006)
- Manderlay (2005)
- Helter Skelter (2004)
- Dogville (2003)
- Solaris (2002)
- 29 Palms (2002)
- Searching for Paradise (2002)
- Secretary (2002)
- The Laramie Project (2002)
- Teknolust (2002)
- CQ (2001)
- Investigating Sex (2001)
- Up at the Villa (2000)
- The Million Dollar Hotel (2000)
- The Florentine (1999)
- Ravenous (1999)
- Saving Private Ryan (1998)
- The Locusts (1997)
- Going All the Way (1997)
- Twister (1996)
- Nell (1994)
- Spanking the Monkey (1994)
- Guncrazy (1992)

### Televisie
- Sleepy Hollow (2017)
- Hannibal
- Justified (2011-2015)
- Lost (2008-2010)
- Rock the Boat (2000)
- General Hospital (1992)
- 1775 (1992)
- Shoot First: A Cop's Vengeance (1991)
- Agatha Christie's Miss Marple: Nemesis (1987)

### Andere media
- God of War (2018)